# Lapari
La playa Lapari está situada a continuación de la playa de Deva en el municipio guipuzcoano de Deva, País Vasco (España).
En el año 2001 la Dirección General de Costas realizó obras de rehabilitación del frente costero de la playa.